# Vaterit
Vaterit ist ein eher selten vorkommendes Mineral aus der Mineralklasse „Carbonate“ (und Verwandte). Es kristallisiert im hexagonalen Kristallsystem mit der chemischen Zusammensetzung Ca[CO3] und entwickelt nur kleine, faserige bis prismatische Kristalle mit hexagonalem Habitus bis etwa 0,1 mm oder sphärolithische Aggregate, die farblos oder von weißer Farbe sein können. Die Strichfarbe ist ebenfalls weiß.

## Etymologie und Geschichte
Vaterit wurde nach Heinrich Vater, einem deutschen Professor der Mineralogie und Chemie benannt. Dieser stellte Vaterit als weitere Calciumcarbonat-Modifikation erstmals her. Natürlicher Vaterit wurde erstmals 1960 von James Desmond Caldwell McConnell in Ballycraigy in Nordirland gefunden.

## Klassifikation
In der veralteten 8. Auflage der Mineralsystematik nach Strunz gehörte der Vaterit zur Mineralklasse der „Carbonate“ und dort zur Abteilung „Wasserfreie Carbonate ohne fremde Anionen“, wo er als einziger Vertreter im Anhang zur „Calcit-Gruppe“ mit der Systemnummer Vb/A.02 und den Hauptmitgliedern Calcit, Gaspéit, Magnesit, Otavit, Rhodochrosit, Siderit, Smithsonit und Sphärocobaltit steht.
In der zuletzt 2018 überarbeiteten Lapis-Systematik nach Stefan Weiß, die formal auf der alten Systematik von Karl Hugo Strunz in der 8. Auflage basiert, erhielt das Mineral die System- und Mineralnummer V/B.02-010. Dies entspricht der Klasse der „Nitrate, Carbonate und Borate“ und dort der Abteilung „Wasserfreie Carbonate [CO3]2−, ohne fremde Anionen“, wo Vaterit zusammen mit Calcit, Gaspéit, Magnesit, Otavit, Rhodochrosit, Siderit, Smithsonit und Sphärocobaltit die „Calcitgruppe“ mit der Systemnummer V/B.02 bildet.
Die von der International Mineralogical Association (IMA) zuletzt 2009 aktualisierte 9. Auflage der Strunz’schen Mineralsystematik ordnet den Vaterit in die Klasse der „Carbonate und Nitrate“ und dort in die Abteilung „Carbonate ohne zusätzliche Anionen; ohne H2O“ ein. Hier ist das Mineral in der Unterabteilung „Erdalkali- (und andere M2+) Carbonate“ zu finden, wo es als einziges Mitglied eine unbenannte Gruppe mit der Systemnummer 5.AB.20 bildet.
In der vorwiegend im englischen Sprachraum gebräuchlichen Systematik der Minerale nach Dana hat Vaterit die System- und Mineralnummer 14.01.02.01. Das entspricht der Klasse der „Carbonate, Nitrate und Borate“ und dort der Abteilung „Wasserfreie Carbonate“. Hier findet er sich innerhalb der Unterabteilung „Wasserfreie Carbonate mit einfacher Formel A+CO3“ in der „Vateritgruppe“, in der auch Gregoryit eingeordnet ist.

## Kristallstruktur
Vaterit kristallisiert im hexagonalen Kristallsystem in der Raumgruppe P63/mmc (Raumgruppen-Nr. 194) mit den Gitterparametern a = 7,135 Å und c = 8,524 Å sowie sechs Formeleinheiten pro Elementarzelle.
Im Vaterit wechseln sich hexagonal geordnete CO3-Gruppen mit [8]-fach koordinierten Calcium-Ionen ab, sodass jedes zentral liegende Calciumion von acht Ionen der CO3-Gruppe umgeben ist.

## Modifikationen und Varietäten
Vaterit ist eine metastabile Modifikation des Calciumcarbonat, die bei einer Temperatur von unter 400 °C aus wässrigen, stark übersättigten Lösungen entsteht. Es ist neben Calcit und Aragonit die seltenste der drei natürlichen Modifikationen, die bei gleicher chemischer Zusammensetzung in unterschiedlichen Kristallstrukturen kristallisieren. Bei Temperaturen über 400 °C wandelt sich der metastabile Vaterit in den stabileren Calcit um.

## Bildung und Fundorte

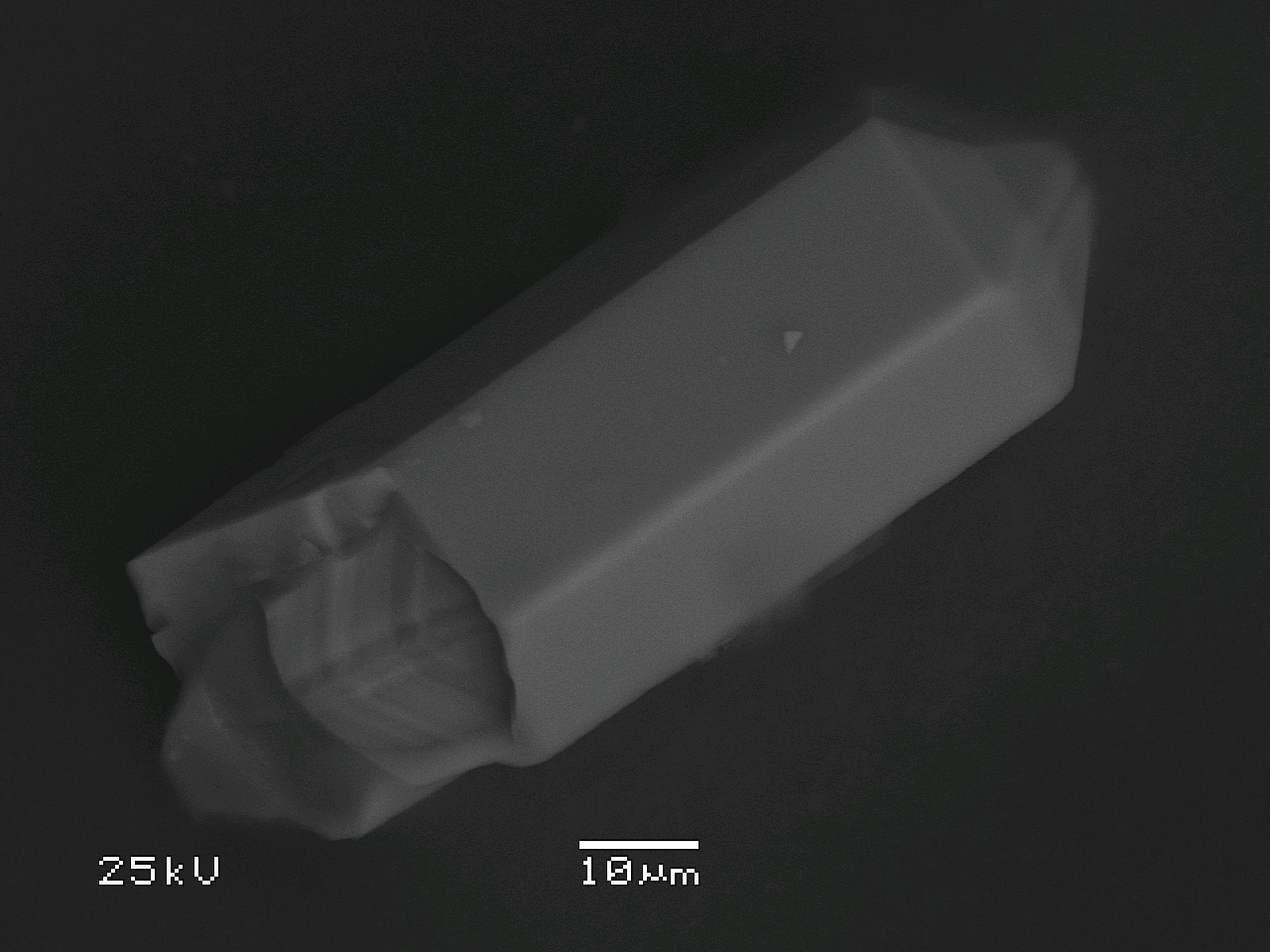
Vaterite vom Fundort San Vito (Ercolano, Italien) bilden nur Mikrokristalle mit einer Größe von unter 2 mm aus. Dieser Kristall ist innen epitaktisch mit Aragonit verwachsen. Am Kristallende ist die Zwillingsbildung gut sichtbar.

Vaterit bildet sich durch hydrothermale Abscheidung bei niedrigen Temperaturen in mineralreichen Quellen, aber auch in organischen Geweben und stellt einen Bestandteil von Gallensteinen und Nierensteinen dar. Zudem spielt das Mineral eine Rolle bei der Mineralisation organischer Materie. Begleitminerale sind neben Calcit und Aragonit unter anderem noch Tobermorit, Hydrogranat und Kaolinit.
Als eher seltene Mineralbildung konnte Vaterit bisher (Stand: 2011) weltweit an rund 30 Fundorten nachgewiesen werden.
In Deutschland fand sich das Mineral unter anderem bei Oberwolfach in Baden-Württemberg, Oberschulenberg/Schulenberg im Oberharz in Niedersachsen und mehreren Orten in der Eifel.
Der einzige bisher für Österreich angegebene Fundort für Vaterit, Hopffeldboden im Obersulzbachtal (Salzburg), stellte sich als Fehl-Identifikation heraus. Neuere Untersuchungen desselben Materials ergaben, dass es sich hier um Calcit handelte.
Weitere Fundorte sind Liawenee im australischen Central Highlands Municipality, Yuhang in China, Mont Saint-Hilaire und Saint-Honoré (Québec) in Kanada, die Hatrurim Formation im Westjordanland, San Vito/Ercolano am Monte Somma in Italien, Ashoro (Hokkaidō) in der japanischen Unterpräfektur Tokachi, Kombat in Namibia, Siemianowice Śląskie in Polen, Hunedoara in Rumänien, auf der Halbinsel Kola und in Tscheljabinsk in Russland, Hotazel in der südafrikanischen Kalahari, Táska im ungarischen Komitat Somogy sowie Phoenix (Arizona), Osceola (Michigan), Cornudas (New Mexico) und Carthage (Tennessee) in den USA.
Auch in Portlandzement und im Marmor des Doms von Florenz sowie in Bohrschlämmen bei Erdölbohrungen und den Statolithen von Heringen und Piranhas fand man Vaterit.